# 堀直富
堀 直富（ほり なおとみ）は、江戸時代中期の信濃国須坂藩の世嗣。通称は伊織。

## 略歴
4代藩主・堀直佑の長男として誕生。母は板倉重形の娘。
須坂藩嫡子として生まれ、元禄6年（1693年）に徳川綱吉に初御目見した。しかし元禄15年（1702年）夭逝し、家督を相続することはなかった。嫡子の座は、次弟・直俊が継いだ。